# Rosângela Santos
Rosângela Cristina Oliveira Santos (sinh 20 tháng 12 năm 1990) là vận động viên điền kinh chạy nước rút người Brazil gốc Mỹ.

## Sự nghiệp
Santos đại diện cho Brazil tham giự Thế vận hội mùa hè 2008 tổ chức tại Bắc Kinh. Cô tham gia điền kinh 4x100 mét tiếp sức cùng với Lucimar de Moura, Thaissa Presti và Rosemar Coelho Neto. Trong vòng đấu đầu tiên, đội của cô xếp thứ ba sau Bỉ và Vương quốc Anh, trước Nigeria. Thành tích 43,38 giây giúp họ đứng vị trí thứ 5 trong tổng số 16 quốc gia tham gia, đủ điều kiện tham dự trận chung kết. Tại trận chung kết, họ chạy nước rút với thành tích 43,14 giây, đứng vị trí thứ tư sau Nigeria, bỏ lỡ tấm huy chương đồng do chậm 0,10 giây. Tuy nhiên, năm 2016, Ủy ban Olympic Quốc tế tước tấm Huy chương Vàng của đội tuyển Nga do phát hiện doping. Điều đó đồng nghĩa với việc Rosângela và đồng đội được nhận huy chương đồng.
Tại Giải vô địch điền kinh thế giới 2011 tổ chức tại Daegu, Rosângela Santos tham dự thi đấu trận chung kết 4 × 100 m và về thứ tám. Cô giành kỷ lục mới cho thể thao Nam Mỹ với thành tích 42,92s tại vòng sơ khảo.
Tại Thế vận hội Pan American 2011 tổ chức ở Guadalajara, cô giành huy chương vàng ở nội dung 100m, đánh bại kỷ lục cá nhân của mình với thời gian 11,22 giây. Cô là người Brazil thứ hai trong lịch sử giành chiến thắng trong nội dung này. Cô còn đứng vị trí thứ nhất trong cuộc tiếp sức 4x100 mét cùng với Vanda Gomes, Franciela Krasnucki và Ana Claudia Lemos, thành tích thời gian 42,85, phá vỡ kỷ lục thể theo Nam Mỹ.
Tại Thế vận hội Mùa hè 2012 tổ chức ở Luân Đôn, Rosângela vào bán kết 100m, với thành tích 11,07 giây. Tuy nhiên thành tích này không được chấp nhận là kỷ lục thể thao Nam Mỹ do tốc độ gió quá mạnh (+2,2, trong khi mức tối đa được phép phê duyệt kỷ lục là +2.0). Trong trận bán kết, cô đứng ở vị trí thứ 3 (thua Carmelita Jeter và Veronica Campbell-Brown. Họ tham giự trận chung kết và giành huy chương bạc và đồng). Thành tích của cô là 11,17s, xếp thứ 12 chung cuộc. Cô là người phụ nữ Brazil đầu tiên đạt được tiêu chuẩn Olympic trong trận bán kết của bài kiểm tra này.
Tại Luân Đôn, đội nữ tiếp sức 4 × 100 m người Brazil gồm các thành viên Ana Cláudia Lemos, Franciela Krasnucki, Evelyn dos Santos và Rosângela Santos đã phá vỡ kỷ lục Nam Mỹ trong vòng loại của cuộc đua, với thời gian 42,55s, đứng ở vị trí thứ 6, đủ điền kiện vào chung kết  Trong trận chung kết, đội tuyển Brazil đạt thành tích 42,91s, kết thúc vị trí thứ 7.
Tại Giải vô địch điền kinh thế giới 2017 tổ chức tại London, Rosângela trở thành nữ vận động viên đầu tiên của Brazil chạy nước rút 100 m trong vòng chưa đầy 11 giây (10,91s trong trận bán kết), phá vỡ kỷ lục quốc gia và kỉ lục thể thao Nam Mỹ. Cô xếp thứ 7 trong trận chung kết.
Cô có hai quốc tịch, Mỹ và Brazil.